# Chemins de fer électriques veveysans
Pour les articles homonymes, voir CEV.
La compagnie des chemins de fer électriques veveysans (CEV) a construit et exploité un réseau de chemins de fer à voie métrique dans la région de Vevey, dans le canton de Vaud en Suisse, entre 1902 et 2001.
La compagnie fut créée à Vevey, le 25 novembre 1901 et disparaît en 2001, fusionnant avec la société anonyme Transports Montreux-Vevey-Riviera.
Le siège de cette entreprise est à Montreux. La direction de l'entreprise est commune avec le Montreux–Oberland Bernois.

## Les lignes
- Vevey – Saint-Légier – Blonay – Chamby

(8,67 km), mise en service le 1er octobre 1902) ;
- Saint-Légier – Châtel-Saint-Denis (7,4 km, mise en service le 2 avril 1904) ;
- Blonay – Les Pléiades[3], (4,79 km, section à crémaillère, mise en service le 8 juillet 1911).

## Histoire

### Évolution du réseau
Le 28 décembre 1899, deux compagnies déposent leurs projets de lignes, à voie métrique, Vevey - Blonay - Chamby et Vevey - Châtel-St-Denis, le 28 juin 1901 une concession pour les deux lignes est accordée à la « compagnie des chemins de fer électriques veveysans », issue de la fusion des deux compagnies à l'origine des projets. Le 5 novembre 1901 débute  le premier chantier entre Vevey et Chamby, les inaugurations ont lieu le 1er octobre 1902 pour Vevey-Chamby et le 2 avril 1904 pour la section de Châtel-St-Denis.
Dans les années 1960 la faiblesse de la fréquentation incite la Confédération à imposer des mesures radicales pour le renouvellement de la concession : l'arrêt du trafic sur le tronçon Blonay - Chamby, il intervient le 22 mai 1966, et sur la section de Saint-Légier à Châtel-St-Denis l'arrêt a lieu le 31 mai 1969, pour cette section il est suivi du démontage de la voie.
Dès lors le réseau se limite à une seule ligne allant de Vevey aux Pléiades en passant Blonay, elle est modernisée à partir de 1970. La ligne de Blonay à Chamby est exploitée par le Chemin de fer-musée Blonay-Chamby dès 1968.
En 1991, la compagnie CEV souhaite exploiter quotidiennement la section Blonay - Chamby. Une autorisation lui est accordée en 1993. L'exploitation reprend en 1998 (les jours ouvrables), mais l'expérience ne durera que deux ans, faute de fréquentation.
En juin 2019, la halte de Clies n'est plus desservie.  Elle sert désormais comme point de croisement. 
En décembre 2022, la halte de Gilamont fut fermée et une nouvelle halte 'Vevey-Vignerons' a été ouverte juste en amont du tunnel de Gilamont.

### Chronologie

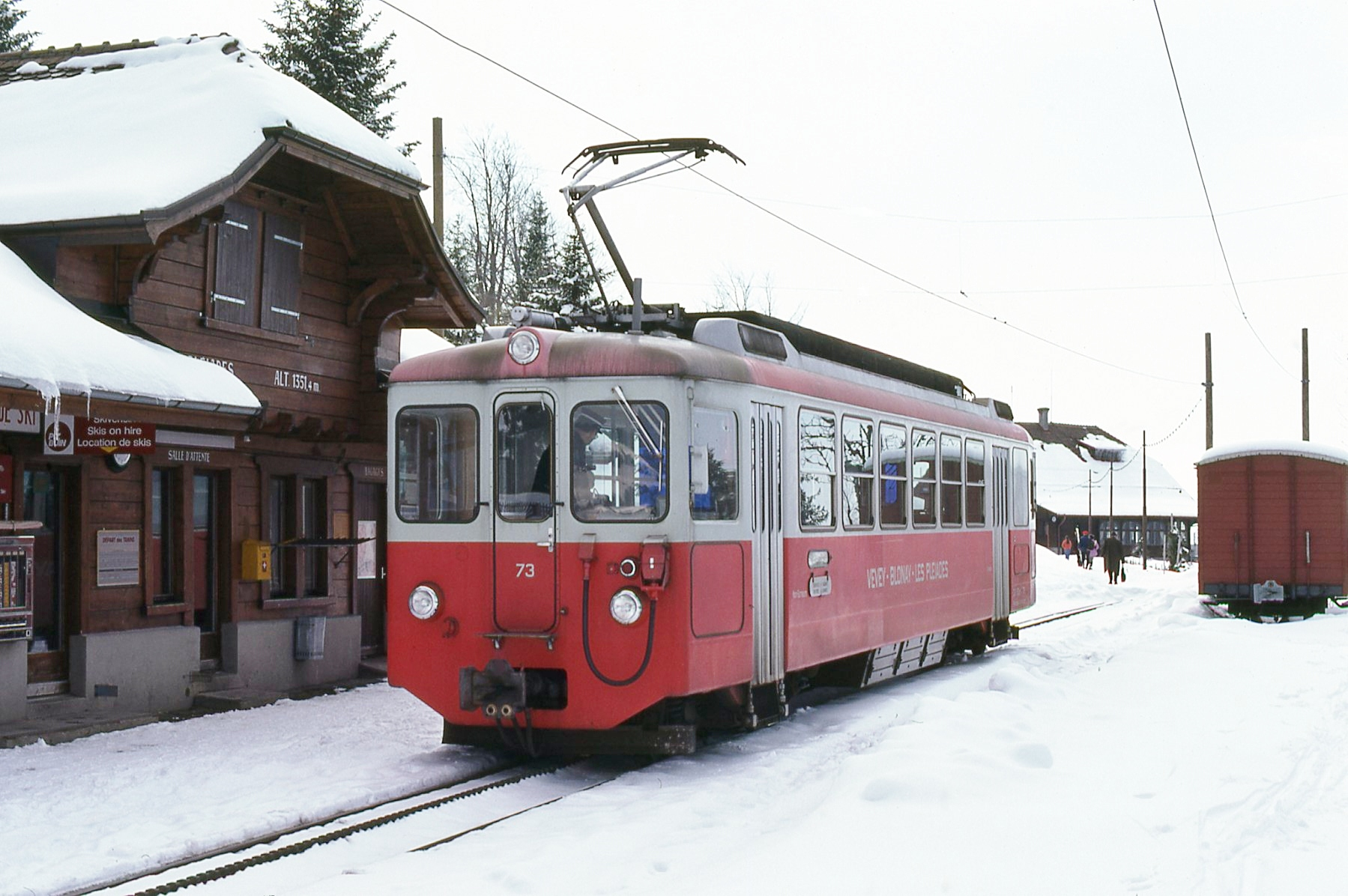
L'automotrice BDeh 2/4 73 à la gare des Pléiades en avril 1979.

- 25.11.1901 : création de la compagnie
- 01.10.1902 : mise en service de la ligne Vevey – Saint-Légier – Blonay – Chamby (8,67 km). La diligence postale Vevey-Blonay est alors supprimée.
- 02.04.1904 : mise en service de la ligne Saint-Légier – Châtel-Saint-Denis (7,4 km)
- 08.07.1911 : mise en service de la ligne à crémaillère Blonay – Les Pléiades (4,79 km)
- 22.05.1966 : arrêt de l'exploitation sur le tronçon Blonay – Chamby
- 01.05.1968 : remise en service du tronçon Blonay – Chamby par le Chemin de fer-musée
- 31.05.1969 : arrêt de l'exploitation sur la ligne Saint-Légier – Châtel-Saint-Denis qui est déferrée
- 24.05.1998 : reprise du service sur le tronçon Blonay – Chamby les jours ouvrables
- 27.05.2000 : fin de l'exploitation du tronçon Blonay – Chamby par les CEV
- 01.01.2001 : fusion avec d'autres entreprises dans les Transports Montreux-Vevey-Riviera

## Infrastructure

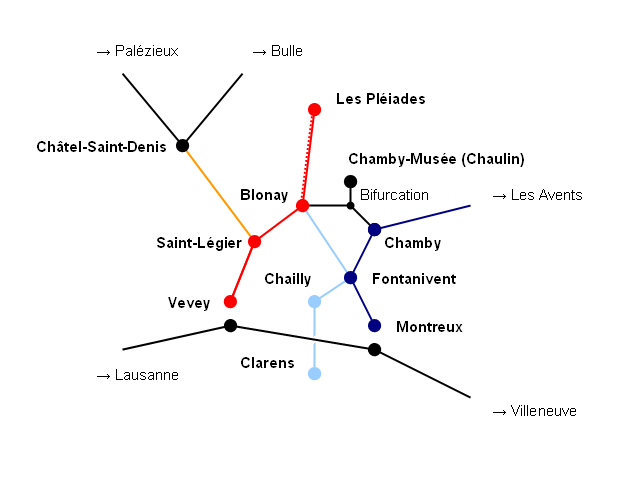
Le réseau historique de lignes à voie métrique sur la Riviera, les lignes actuelles :
En rouge : Vevey-Blonay-Les Pléiades
En bleu foncé : MOB
Les lignes et sections de lignes historiques
En jaune : la section St-Légier - Châtel-St-Denis reliée à la ligne Palézieux - Châtel-St-Denis - Bulle des TPF (en noir)
En noir : la section du Chemin de fer-musée Blonay-Chamby
En bleu clair : le Chemin de fer Clarens–Chailly–Blonay
La ligne en noire en bas du schéma est la ligne à voie normale du Simplon.

Actuellement, le réseau se limite aux lignes Vevey-Blonay et Blonay-Les Pléiades.
- Longueur : 10,51 km
- Écartement des voies : 1 000 mm (voie métrique)
- Tension d'alimentation : 900 volts
- Type de crémaillère : Strub
- Section en adhérence sur le parcours Vevey – Blonay
  - Rampe maximale : 50 ‰
- Section à crémaillère sur le parcours Blonay – Les Pléiades
  - Rampe maximale : 200 ‰
- Voyageurs : 95 000 en 2004
- Matériel : 8 automotrices, 2 Locomotives électriques
- Taux de couverture : 23 % par les billets
- Subvention : 4,2 millions de francs suisses en 2005

## Matériel roulant

### Matériel d'origine
À l'origine le matériel se composait de :
- Automotrice à 2, puis 3 essieux, n°1-2 et 10 (11-12 dès 1949), livrée en 1902.
- Automotrices à bogies, n°101-104, BCFe4/4, SWS-MFO, livrées en 1903
- Automotrice à bogies, n°105, BDe4/4,	SWS-MFO, livrée en 1913
- Locomotives à crémaillère, N°1 à 3, HGe 2/2, SLM-MFO-SIG, livrées en 1911 et 1913
- Voitures voyageurs à essieux : C 201 à 206, SWS, livrées en 1913 (206 en 1936)

### Matériel ultérieur
| Matériel roulant             | Type et numéros        | Nbre | Année de construction  | Constructeur(s)               | Places assises 2e classe | Crémaill- ère | Remarque(s) | Photo |
| ---------------------------- | ---------------------- | ---- | ---------------------- | ----------------------------- | ------------------------ | ------------- | --- | ----- |
| Automotrices                 | BDeh 2/4 71-75         | 5    | 1970 (71-74) 1985 (75) | SWP / ACMV                    | 48                       | O             | 71-72 : transformation en Beh 2/4. 73-74 : démolition 2017 75 : démolition 2018                                                                 |       |
| Automotrices                 | Beh 2/4 71             | 1    | (1970) 2000            | ateliers MOB                  | 51                       | O             | rame fixe Train des Étoiles avec Bt 224 71 : démolition 2018                                                                                    |       |
| Automotrices                 | Beh 2/4 72             | 1    | (1970) 2002            | ateliers MOB                  | 48                       | O             | AstroPléiades 72 : Démolition 2020 |       |
| Automotrices                 | Be 2/6 7001-7004 GTW   | 4    | 1997-98                | ACMV Adtranz SLM Stadler Rail | 64/116 debout            | N             | 7001 : « Vevey » 7002 : « St-Légier-La Chiésaz » 7003 : « Blonay » 7004 : « Montreux » Vendues en 2017 à l'ASM (7001, 7002, 7003) et MIB (7004) |       |
| Automotrices                 | ABeh 2/6 7501-7508 GTW | 8    | 2015-17                | Stadler Rail                  | 90 dont 12 en 1ère       | O             | en service |       |
| Locomotives électriques      | HGe 2/2 1-3            | 3    | 1911-13                | SLM / MFO / SIG               | –                        | O             | HGe 2/2 1 : en service HGe 2/2 2 : hors-service HGe 2/2 3 : démolition 1984.                                                                    |       |
| Locomotive diesel-électrique | HGem 2/2 2501          | 1    | 2016                   | Stadler Rail                  | -                        | O             | Propriété MOB, équipement crémaillère financé par MVR                                                                                           |       |
| Tracteurs électriques        | Te 2/2 81              | 1    | (1921) 1963            | SWS / MFO / CEV               | –                        | N             | transformation d'un tramway lucernois. Démolition 2014                                                                                          | .     |
| Tracteurs électriques        | Te 2/2 82              | 1    | 1936                   | SWS / MFO / CEV               | –                        | N             | en service |       |
| Voitures-pilotes             | Bt 221-222             | 2    | 1976                   | SWP / SAAS                    | 64                       | –             | Démolies en 2016 (221) et 2017 (222) |       |
| Voitures-pilotes             | Bt 223                 | 1    | (1949) 1981            | ACMV / SIG / BBC              | 48                       | –             | ex-B 211, vendue en 2009 au TPC : BVB B 66 |       |
| Voitures-pilotes             | Bt 224                 | 1    | (1949) 1990            | ACMV / SIG / BBC              | 48                       | –             | ex-B 212, incendiée en 1996, transf. 1999 rame fixe Train des Étoiles avec Beh 2/4 71 2019 : démolition                                         |       |

### Matériel actuel
Sont en service au 22.06.2023 les véhicules suivants : ABeh 2/6 7501-7508 (5 Vevey-Les Pléiades, 2 Montreux-Les Avants, 1 réserve), HGem 2/2 2501 (trains de service et chasse-neige - Xrot 464), HGe 2/2 1 (réserve Blonay-Pléiades pour trains de service et chasse-neige - Xrot 91), Te 2/2 82 (rares manœuvres à Vevey).

### Matériel préservé
- automotrice n° 105 par l'association CEV 105 et depuis 2017 par le Blonay-Chamby
- voiture BC 21 par le Blonay-Chamby
- voitures BD 202 et C 205 par le Chemin de fer du Vivarais. Incendiées en 2014.
- voitures BD 201 et C 204 par le Chemin de fer de la baie de Somme[9]

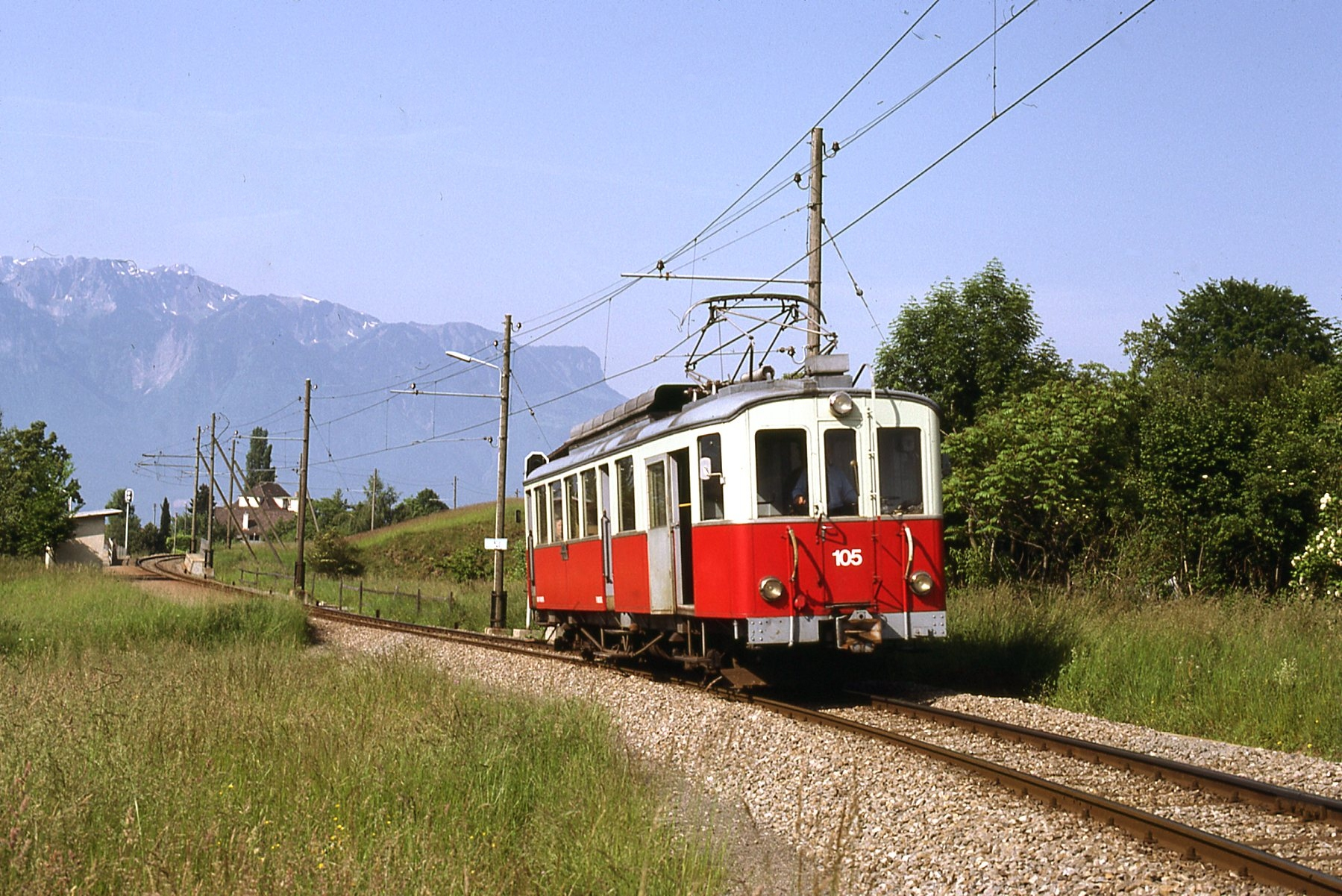
Automotrice 105
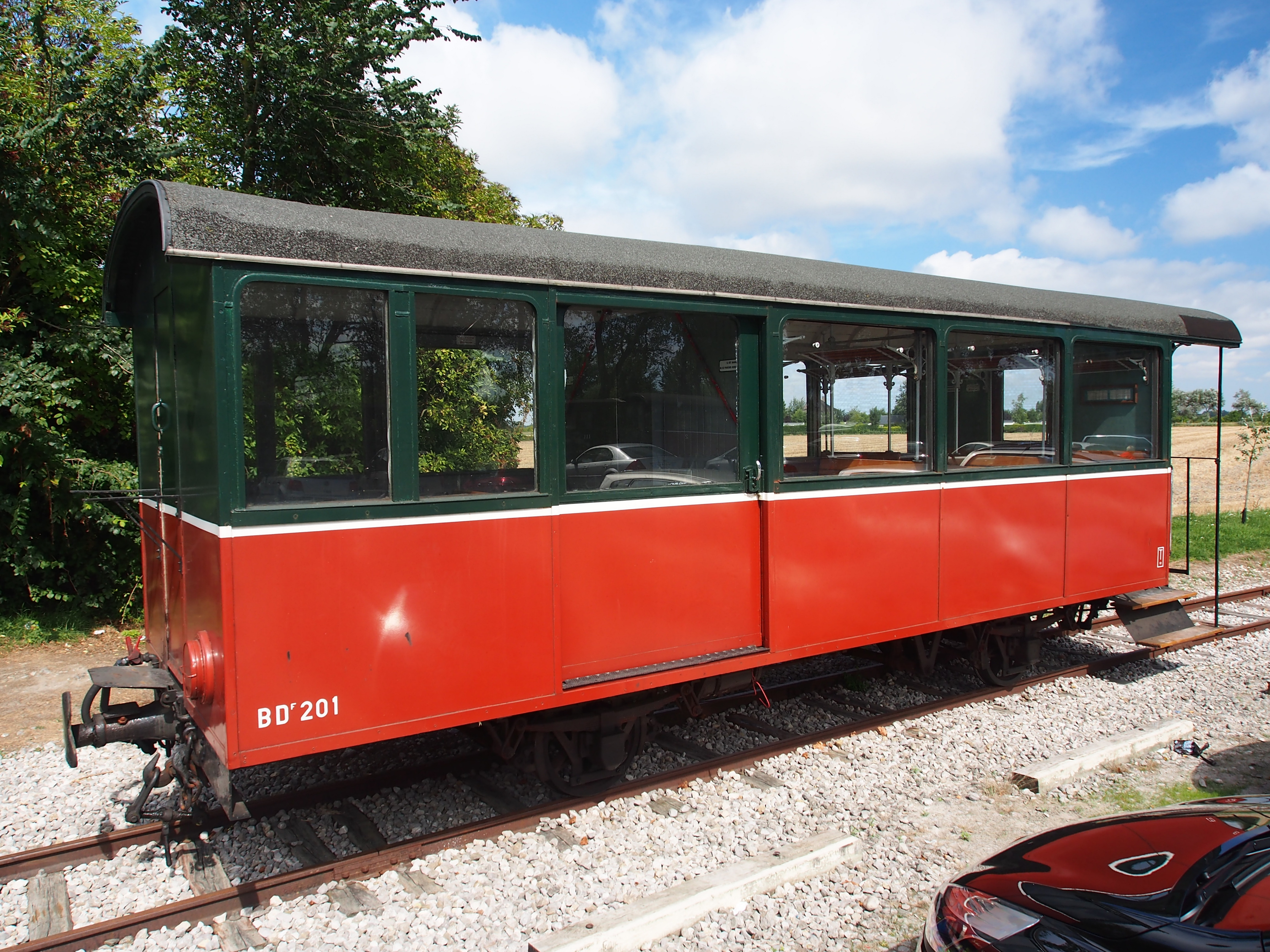
Voiture BD 201.